# Rikke Iversen
Rikke Iversen (* 18. Mai 1993 in Nykøbing Falster, Dänemark) ist eine dänische Handballspielerin, die beim dänischen Erstligisten Team Esbjerg spielt.

## Karriere
Iversen spielte in der Saison 2010/11 bei Virum-Sorgenfri HK und anschließend bei Lyngby HK. Im Jahr 2012 schloss sie sich dem dänischen Erstligisten Nykøbing Falster Håndboldklub an. Zwei Jahre später wechselte die Kreisläuferin zum Ligakonkurrenten Silkeborg-Voel KFUM. In der Schlussphase ihrer ersten Saison in Silkeborg musste sie aufgrund einer Bänderverletzung pausieren. Zur Saison 2020/21 unterschrieb Iversen einen Vertrag bei Odense Håndbold. Mit Odense gewann sie 2021 und 2022 die dänische Meisterschaft sowie 2020 den dänischen Pokal. Im Sommer 2023 wechselte sie zu Team Esbjerg. Mit Esbjerg gewann sie 2024 die dänische Meisterschaft. Seit dem Juni 2025 pausiert sie aufgrund ihrer ersten Schwangerschaft.
Iversen lief anfangs für die dänische Jugendnationalmannschaft auf. Bei den Olympischen Jugend-Sommerspielen 2010 errang sie mit dieser Auswahlmannschaft die Goldmedaille. Sie bestritt am 8. Oktober 2015 ihr Debüt für die dänische A-Nationalmannschaft. Ihr erstes Großturnier mit der dänischen Auswahl war die Europameisterschaft 2020, bei der Dänemark den vierten Platz belegte. Iversen wurde vom dänischen Nationaltrainer Jesper Jensen in das dänische Aufgebot für die Weltmeisterschaft 2021 berufen, bei der sie die Bronzemedaille gewann. Ein Jahr später unterlag sie mit Dänemark das Finale der Europameisterschaft gegen Norwegen. Iversen erzielte im gesamten Turnier acht Treffer. Bei der Weltmeisterschaft 2023 gewann sie erneut die Bronzemedaille. Iversen erzielte im Turnierverlauf elf Treffer. Bei den Olympischen Spielen in Paris gewann sie die Bronzemedaille. Im selben Jahr gewann sie eine weitere Silbermedaille bei der Europameisterschaft.

## Sonstiges
Ihre Schwester Sarah ist ebenfalls dänische Handballnationalspielerin.